# Разширяване на марките
Между 2002 и 2011, Световната федерация по кеч (WWE), използва своя кеч бизнес на две марки, две независими браншове на името на техните главни телевизионни шоута Първична сила и Разбиване. Това Разширение на марките свърши на 2 август 2011, в епизод на Първична сила, когато главният оперативен директор на WWE Трите Хикса, обяви че Първична сила ще включва кечисти от Разбиване въз основа на пълно работно време, като по този начин ефективно да раздели разширяването на марките. Като резултат, годишната жребия (която се водеше от 2004) също не се считаше. WWE обясни, че решението им да приключи разширяването на марките се дължи на желанието им тяхното съдържание да навлиза в телевизията и онлайн платформата.